# Bernardino del Agua

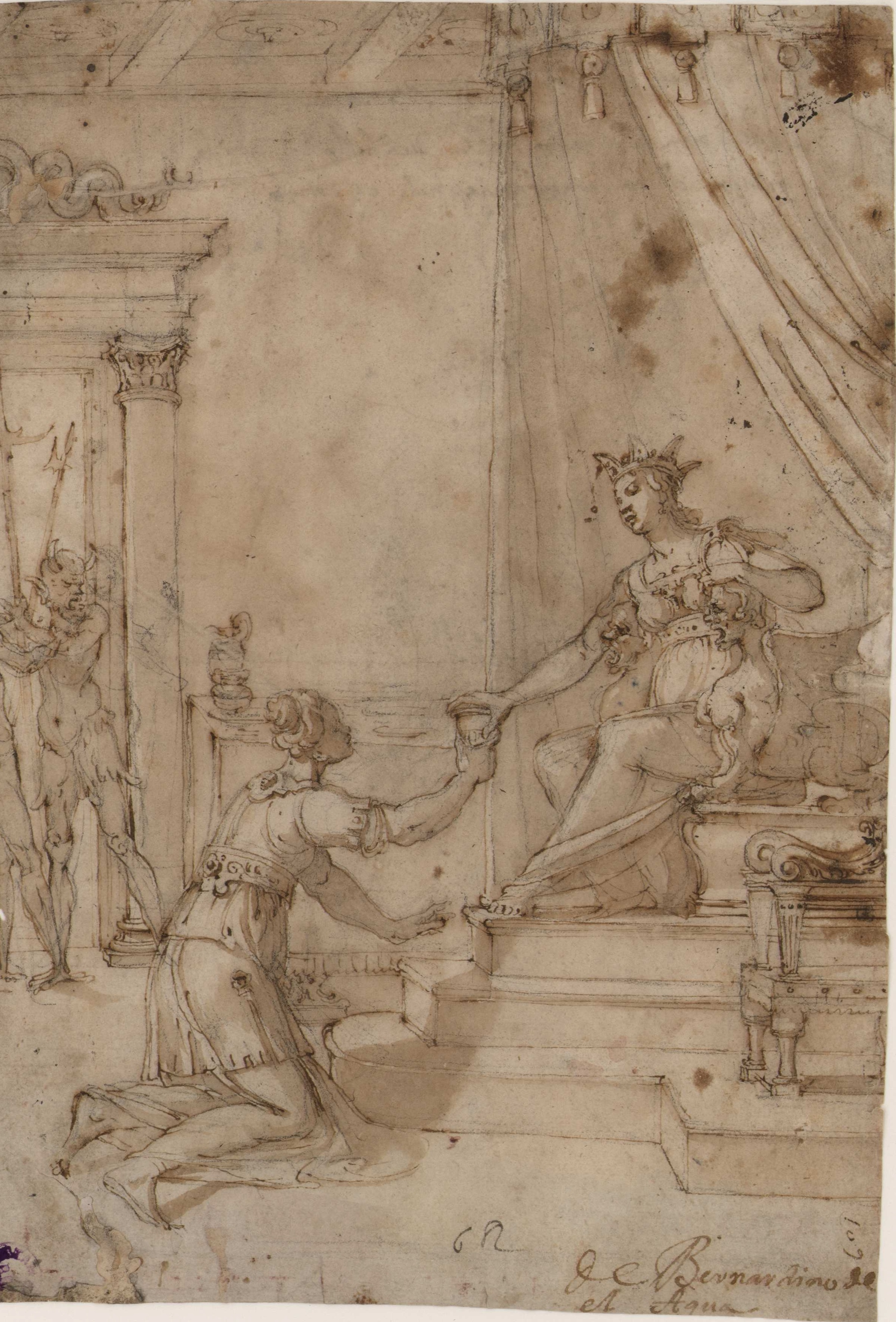
Psique ante Proserpina, lápiz negro, pluma, tinta y aguada pardas, 293 x 203 mm, Madrid, Biblioteca Nacional de España.

Bernardino del Agua (fl. 1585-1617) fue un pintor veneciano, según Juan Agustín Ceán Bermúdez, desplazado a España donde pintó algunas de las estaciones del claustro de los Evangelistas del Real Monasterio de El Escorial bajo la dirección de Pellegrino Tibaldi.
Identificado con el Bernardino Veneciano llegado a El Escorial en 1585 con el equipo de Federico Zuccaro, hubo de ser despedido junto con el resto de sus ayudantes solo un año más tarde y, aunque debió de permanecer en España, no hay constancia de que pasase a trabajar con Tibaldi. Por algunos documentos de pago consta sin embargo que en 1612 y 1613 se encargó junto con Jerónimo de Cabrera de reparar las pinturas al fresco de dicho claustro. El trabajo de reparación de algunas de estas escenas, como la de las Marías ante el sepulcro o la de la Aparición de Cristo a su Madre, hubo de ser muy amplio, como se advierte de la Coronación de la Virgen, que la hizo «toda de nuevo al fresco» según la «Memoria de las historias que a tomado a pintar».
Un dibujo a lápiz negro, tinta, pluma y aguada pardas, en el que aparecen representadas Psique y Proserpina, con la inscripción «De Bernardino de/el Agua/ 601», se conserva en la Biblioteca Nacional de España y se ha puesto en relación con los desaparecidos frescos de la antecámara del Salón del Rey en el Palacio de El Pardo, ejecutados entre 1607 y 1609 por los italianos Alejandro y Julio César Semín.